# Нескоромный, Никита Дмитриевич
Никита Дмитриевич Нескоромный (бел. Мікіта Дзмітрыевіч Нескаромны; род. 25 ноября 2005, Борисов, Минская область) — белорусский футболист, защитник клуба БАТЭ.

## Карьера
Воспитанник борисовской ДЮСШ-2, где первым тренером футболиста был Евгений Павлович Дакуко. Позже футболист перебрался в структуру борисовского БАТЭ. В 2023 году футболист стал выступать за дублирующий состав клуба, также попав в заявку основной команды на матч Кубка Беларуси. В начале 2024 года футболист стал тренироваться с основной командой борисовского БАТЭ. В марте 2024 года футболист подписал с клубом новый двухлетний контракт. Дебютировал за клуб футболист 13 апреля 2024 года в матче против жодинского «Торпедо-БелАЗ», выйдя на поле в стартовом составе. Также в апреле 2024 года футболист отправился в распоряжение второй команды клубы. Дебютный матч за команду футболист сыграл 20 апреля 2024 года против «Островца», выйдя на поле в стартовом составе.

## Международная карьера
В ноябре 2019 года футболист выступал за юношескую сборную Беларуси до 15 лет. В ноябре 2023 года футболист получил вызов в юношескую сборную Беларуси до 19 лет.